# محمد آباد (أصفهان)
محمد أباد (بالفارسية: محمدآباد) هي منطقة سكنية تقع في إيران في Jarqavieh Sofla District. يقدر عدد سكانها بـ 4,164 نسمة .